# Ace Combat 3: Electrosphere
Ace Combat 3: Electrosphere és el tercer videojoc de la saga Ace Combat.

## Avions
Note: alguns d'aquests avions són només per la versió japonesa. *
Avions UPEO:
- EF-2000E Typhoon II
- MiG-33 Fulcrum SS
- F/A-18U Hornet ADV
- F-16XFU Gryfalcon
- R-101U Delphinus #1
- R-201U Asterozoa
- Su-37 Super Flanker
- Su-43 Berkut

General Resources LTD. Avions:
- F-16XA Sakerfalcon
- F-15S/MT Eagle+
- A/F-117X Navhawk *
- F-22C Raptor II
- F/A-32C Erne
- RFA-12A Blackbird
- XFA-36A Game - Advanced Fighter
- F/A-18I Hornet ADV *
- F-16XF Gryfalcon

Avions de Neucom:
- R-101 Delphinus #1
- R-102 Delphinus #2
- R-103 Delphinus #3
- R-201 Asterzoa
- R-211 Orcinus
- R-311 Remora
- R-352 Sepia
- XR-900 Geopelia

Avions Ouroboros:
- Su-37 Super Flanker
- Su-43 Berkut
- R-103 Delphinus #3
- XFA-36A Game
- X-49 Night Raven
- UI-4054 Aurora

### Avions no jugables
- AH-66B Comanche
- B-1C Lancer II *
- C-17B Globemaster III
- EC-17U Super Hornet EW *
- EK-17U
- KC-777 *
- R-501 Rhincodon
- R-505|R-505U
- R-531 Mobura
- R-701
- R-808 Phoca]
- UI-4052 Cralias
- UI-4053 Sphyrna
- V-22B Osprey

Altres avions:
- SR-71 Blackbird

### Armes
Armes de foc
- M61Vulcan Machine Gun 20mm
- Heavy Machine Gun 25mm
- Cannon 30mm
- Pulse Laser
- Neutron Beam
- Laser

Míssils
- Míssil
- Short-Range Missile
- MIRV (Multiple Independently targeted Re-entry Vehicle)
- Ground Missile (Cruise Missile)

Armes especials
- Anti-Nanobite Bomb
- Spread Bomb
- OSL (Orbital Satellite Laser)